# Silversword
Silversword ist ein von Mario J. Gaida entwickeltes Fantasy-Rollenspiel. Es wurde am 13. Januar 2012 für iOS veröffentlicht und ist für das iPad und iPhone verfügbar. Das Rollenspiel ist nach dem Vorbild des klassischen Rollenspiels The Bard’s Tale entwickelt worden, hat aber eine eigenständige Story, die mit dem Original keine Verbindung aufweist. Das Spiel ist um ein paar moderne Spielmechaniken wie zum Beispiel eine Automapping-Funktion erweitert. Seit dem 15. September 2013 steht Silversword auch in einer komplett lokalisierten deutschen Version zur Verfügung. Am 8. Januar 2018 wurde die französische Sprache hinzugefügt.

## Handlung
Silversword spielt in der Spielwelt Tarnak, die gerade von Monstern und Orks überrannt wird. Der Spieler übernimmt die Kontrolle einer Gruppe Abenteurer, die sich im verfallenen Schloss Cranbourgh zusammentun, um die Gefahr durch die Monsterhorden zu bannen. Sie machen sich auf den Weg in die letzte freie Stadt Annsharbour, die von den Orks belagert wird. Auf dem Weg dorthin müssen die Abenteurer sich einen Weg durch die Monsterhorden suchen und dabei auch finstere Verliese erkunden.

## Spielprinzip
Die Abenteuergruppe setzt sich aus sieben Mitgliedern zusammen, deren Charakterklasse und Werte zu Beginn des Spiels festgelegt werden. Jeder Charakter kann einer der sieben Rassen angehören: Menschen, Zwerge, Elfen, Halblinge, Gnome, Hochmenschen und Barbaren. Jede Rasse bringt individuelle Charakteristiken mit sich, die sich im Spiel bemerkbar machen. Jeder Charakter kann Attributspunkte auf folgende Attribute verteilen: Stärke, Intelligenz, Glück, Konstitution und Geschicklichkeit. Zudem gehört jeder Charakter einer Charakterklasse an. Dafür stehen insgesamt elf Charakterklassen zur Verfügung: Krieger, Paladin, Dieb, Barde, Jäger, Mönch, Beschwörer, Magier, Hexenmeister, Zauberer und Erzmagier.
Viele Spielelemente wurden aus der Spielereihe The Bard’s Tale übernommen. Die Magie funktioniert wie schon bei den Klassikern über Magiepunkte, die beim Zaubern verbraucht werden.
Während des Abenteuers müssen die Charaktere verschiedene Rätsel oder Puzzel lösen, um alle Teile der Spielwelt betreten zu können. Die Verliese sind zudem oft mit Fallen versehen.

## Erweiterung
Am 9. April 2013 wurde die erste Erweiterung mit dem Namen Rise of the Dragons veröffentlicht. Die Erweiterung wird als In-App-Kauf im App-Store angeboten und bringt neue Karten, neue Zaubersprüche, neue Fähigkeiten und die neue Charakterklasse Drachenrufer ins Spiel.

## Rezeption
Silversword hat folgende Bewertungen erhalten:
GamePro: 87 von 100
Social Gamer: 4,5 von 5
App Echo: „Fans von klassischen Rollenspielen und solche, die es noch werden wollen, sollten sich dieses Kleinod auf keinen Fall entgehen lassen.“
Think Tech Soapbox: 5 von 5
Pocket Tactics: 4 von 5
PC Mag: 4 von 5